# Ioachim Crăciun
Ioachim Crăciun (n. 25 iunie 1898, Dîrlos, Sibiu– d. 1971, Cluj) a fost un bibliograf și istoric român.

## Viața și activitatea
Ioachim Crăciun s-a născut în comuna Dîrlos din județul Sibiu la 25 iunie 1898. A urmat studiile superioare la București, specializându-se la Paris. Mai târziu își obține doctoratul în istorie și va fi reprezentant trimis de România la "International Bibliography Historical Sciences" între anii 1926-1939. Va mai fi profesor și cercetător ștințific în Cluj.
După 1918 vine la București la facultate și va avea șansa șă fie îndrumat de profesori renumiți precum: Nicolae Iorga, Vasile Pârvan și Dimitrie Onciul. Din perioada studenției va primi un post de bibliotecar-ajutor la Biblioteca Academiei Române. Studiile lui vor continua și în străinătate. Astfel că, istorie medievală și istorigrafie va studia la Paris, la École nationale des chartes va studia în domeniul științelor auxiliare ale istoriei și bibliografiei. De asemenea, va avea șansa să cerceteze modul de funcționare al bibliotecilor din Europa acelor vremuri ( din Berlin, Viena, Leipzig, Milano, Praga).

## Opera
- Contributions roumaines à l'historiorgraphie générale. Étude et bibliographie, Cluj, 1927, 46 p.
- Cronicarul Szamoskozy și însemnîrile lui privitoare la români (1566- 1608), Cluj, 1928, 214 p.
- Bibliografia Transilvaniei românești (1916-1936), Bucuresti, 1937, 366 p.
- Incunabule romînești și cărți rare și prețioase tipărite pe pămîntul țării noastre (1508-1600), în Studii și Cercetări de Bibliologie II, 1969,  129-139 p.
- O știință nouă. Bibliologia în învățământul universitar din România (lecția inaugurală a cursului teoretic și practic ținut la Universitatea din Cluj, 12 mai 1932), Cluj, Tipografia Cartea Românească, 1933.
- Doi bibliologi români: Ion Bianu 1856-1935 și Alexandru-Sadi Ionescu 1873-1926,Cluj, Tipografia Cartea Românească, 1937.